# Zhang Zhizhen
Dans ce nom chinois, le nom de famille, Zhang, précède le nom personnel.
Zhang Zhizhen (chinois simplifié : 张之臻 ; pinyin : Zhāng Zhīzhēn), né le 16 octobre 1996 à Shanghai, est un joueur de tennis chinois, professionnel depuis 2012.
Il est le premier joueur de tennis chinois (masculin) à faire son entrée dans le top 100 mondial, puis le premier à participer aux différents tournois du Grand Chelem.

## Carrière

### Début de carrière
Zhang Zhizhen décroche son premier titre professionnel à 18 ans en juin 2015 à Mont-de-Marsan. Trois semaines plus tard, il est finaliste à Bourg-en-Bresse. Il fait parler de lui en fin de saison en se qualifiant pour le tournoi ATP de Shenzhen où il écarte Go Soeda au premier tour avant de s'incliner contre Jiří Veselý. Invité à disputer les qualifications de l'Open de Chine, il passe un tour face à Ričardas Berankis. Après une saison difficile, il rebondit en 2017 sur le circuit chinois avec un titre et deux finales en Futures puis se distingue à nouveau à Shenzhen en étant quart de finaliste après des victoires sur Rogerio Dutra Silva et Paolo Lorenzi, 39e mondial. En 2018, il est demi-finaliste du tournoi Challenger de Jinan.
Il progresse rapidement sur la scène internationale en 2019 en accumulant les victoires au niveau Challenger. Il remporte son premier titre à Jinan en septembre, puis un second en novembre à Shenzhen. Sur le circuit ATP, il bat Dominik Köpfer à Zhuhai avant de manquer cinq balles de match face à Andreas Seppi, puis Kyle Edmund à Pékin. Les deux saisons suivantes sont marquées par la pandémie de Covid-19 et par des blessures qui freinent sa progression. Il se qualifie néanmoins pour le tournoi de Wimbledon, une première pour un joueur chinois dans l'ère Open.

### 2021: débuts en Grand Chelem
Après avoir joué (et perdu au deuxième tour) au Trophée de Nottingham 2021, Zhang s'est qualifié pour un tableau principal du Grand Chelem aux Championnats de Wimbledon ; sa première apparition dans un tableau principal au niveau du Grand Chelem. Il est devenu le premier homme chinois de l'ère Open à se qualifier à Wimbledon. Il n'était également que le quatrième Chinois à jouer en simple dans le tableau principal d'un Grand Chelem depuis 1968, les autres étant Wu Di à l'Open d'Australie en 2013, 2014 et 2016, Zhang Ze à l'Open d'Australie en 2014 et 2015, et Li Zhe à l'Open d'Australie 2019.
La saison 2021 de Zhang s'est terminée brutalement par une blessure en match contre Federico Delbonis à Hambourg. Zhang a terminé l'année en dehors des trois cents premiers mondiaux.

### 2022: premier chinois dans le top 100 mondial
En 2022, il se montre de nouveau à son avantage sur le circuit secondaire, disputant tout d'abord deux finales sur terre battue à Lüdenscheid et Trieste avant de s'imposer à Cordenons. Il enchaîne sur dur avec une finale à Grodzisk Mazowiecki suivie d'une qualifications pour l'US Open. Il manque de peu d'être le premier Chinois à remporter un match à ce niveau de compétition, s'inclinant contre Tim van Rijthoven malgré sept balles de match (3-6, 64-7, 7-69, 6-1, 6-4). En fin de saison, il bat Aslan Karatsev à Astana (4-6, 6-4, 6-1), puis se fait éliminer par Andrey Rublev (6-3, 6-2).
Il parvient en quart de finale à Naples. Issu des qualifications, il écarte Márton Fucsovics et Sebastián Báez avant de se faire éliminer par Mackenzie McDonald. Ces résultats lui permettent de faire son entrée dans le top 100, une première pour un joueur chinois dans le classement ATP. Il gagne plus de 200 places au cours de la saison 2022.

### 2023: progression dans le classement mondial et premières victoires de prestige
En 2023, pour ses débuts à l'Open d'Australie, il échoue au premier tour face à Ben Shelton. Début février, il améliore son classement en atteignant la 91e place mondiale.
Il échoue plusieurs fois en qualification à Montpellier, Doha, Dubaï et Miami, puis il parvient à en sortir à Indian Wells, avant de perdre dès le premier tour du tableau principal contre Alexei Popyrin. Il reprend alors sur le circuit secondaire où il a plus de succès. À Phoenix, il est éliminé par Alexander Bublik après avoir sorti Rinky Hijikata, et à Tallahassee, il passe deux tours dans le tableau final contre Nicolas Kicker (ex 71e mondial) et Kyrian Jacquet, avant d'être battu par Zizou Bergs.
Au Masters de Madrid, alors classé 99e mondial, il passe le premier tour face à Jurij Rodionov puis se retrouve face à la tête de série 21, Denis Shapovalov, qu'il bat en trois sets (6-7, 6-4, 7-6). Il arrive ensuite en huitièmes de finale après avoir éliminé Cameron Norrie en trois sets (2-6, 7-6, 7-6) en ayant aligné 13 aces et 8 jeux blancs durant le match. Faisant face à Taylor Fritz, 10e mondial, il bat son premier joueur du top 10 en trois sets serrés (3-6, 7-6, 7-6) pour se retrouver en quarts face à Aslan Karatsev, qui l'élimine en deux sets (7-6, 6-4). Ce parcours lui permet de faire un bon au classement mondial avec une 69e place mondiale.
Il échoue cependant en phase qualificative à Rome. Il se qualifie ensuite dans le tableau final à Lyon mais il échoue au premier tour. Pour le premier Roland-Garros de sa carrière, il se présente en tant que 71e mondial et bénéficie de l'abandon de Dušan Lajović au premier tour (6-1, 4-1) avant de battre Thiago Agustín Tirante au tour suivant (7-6, 6-3, 6-4). Il s'incline au troisième tour en quatre sets face au finaliste sortant, Casper Ruud (4-6, 6-4, 6-1, 6-4).

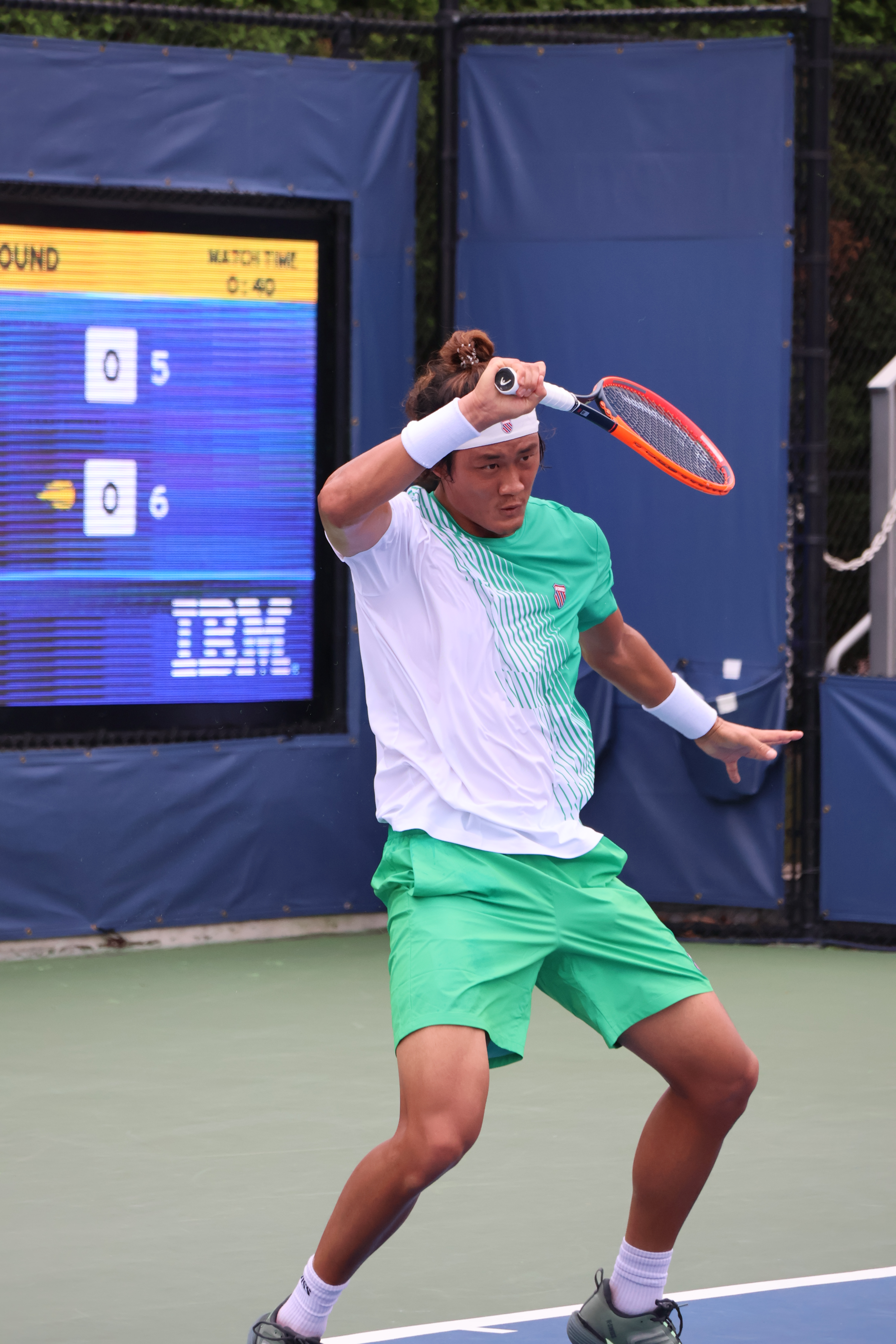
Zhang Zhizhen (2023 US Open)

Il doit par la suite attendre Eastbourne pour passer le premier tour d'un tournoi. Il élimine Lorenzo Sonego (7-6, 6-3) et Maxime Cressy (3-6, 7-5, 6-4). Il perd en quarts face à Francisco Cerúndolo (6-2, 6-3). Il essuie ensuite deux échecs au premier tour lors des tournois suivants avant de rebondir à Hambourg où il passe le premier tour face à Jan Choinski (6-4, 7-5). Il est confronté ensuite à Yannick Hanfmann. Il le bat (4-6, 6-1, 6-4) pour rejoindre les quarts de finale. Il s'impose sur un double 6-4 face à Daniel Altmaier. Il se présente donc en demi-finale face à Laslo Djere. Il perd sur un double 6-2.
Il se présente à Winston-Salem en étant classé 62e mondial. Il est confronté au 96e mondial, Ilya Ivashka au premier tour. Il bat ce dernier (4-6, 7-6, 6-2). Il se retrouve alors face à la 14e tête de série, Márton Fucsovics, classé 56e mondial contre qui il perd (6-4, 6-2).
Il se présente à l'US Open, en simple et en double (associé à Daniel Elahi Galán). En simple; il passe le premier tour face à Jeffrey John Wolf en s'imposant au terme d'un match tendu en cinq sets (7-5, 7-5, 6-7, 4-6, 6-3). Au deuxième tour, il doit faire face au 5e mondial, Casper Ruud. Il bat ce dernier en cinq sets (6-4, 5-7, 6-2, 0-6, 6-2). Il perd sur un score de 6-3 6-3 4-6 6-3 contre l'australien Rinky Hijikata au troisième tour.

### 2024: demi-finale en double à l'Open d'Australie, premier Chinois titré en double sur le circuit ATP, top 40 en simple et en double, finale en double mixte aux JO
Associé à sa compatriote Zheng Qinwen, il participe à l'United Cup. Ils remportent tous leurs matchs face à la Tchéquie, Zhang Zhizhen s'imposant en simple face à Jiří Lehečka. Ensuite, face à la Serbie, il échoue face au numéro un mondial, Novak Djoković, puis il perd également en double.
À l'Open d'Australie, il bat Federico Coria en trois sets (6-4, 7-6, 7-6) puis s'incline en quatre sets face à la tête de série no 21, Ugo Humbert (6-2, 7-5, 6-1, 7-6). Alors qu'il n'est que 625e mondial en double, il atteint les demi-finales du tournoi au côté de Tomáš Macháč, éliminant notamment deux paires têtes de série : Sander Gillé et Joran Vliegen (no 15) et Rajeev Ram et Joe Salisbury (no 3), récents vainqueurs de l'US Open et du Masters fin 2023. Ils perdent finalement en demi-finale face à Rohan Bopanna et Matthew Ebden en ayant montré une bonne résistance (6-3, 3-6, 7-6). Simple et double confondus, Zhang réalise le meilleur parcours pour un joueur chinois dans un tournoi du Grand Chelem[réf. nécessaire].
Le 29 janvier 2024, il fait son entrée dans le top 50, à la 50e place mondiale. Il se présente à Marseille. En simple, il passe le premier tour face au repêché Giulio Zeppieri (7-6, 6-1, 6-4) puis il parvient à renverser Félix Auger-Aliassime, tête de série no 7 (6-4, 6-4), avant de s'incliner en quarts de finale contre Karen Khachanov. En double, à nouveau associé à Tomáš Macháč, il remporte le titre, en s'imposant en finale contre Patrik Niklas-Salminen et Emil Ruusuvuori (6-3, 6-4). Grâce à cette victoire, Zhang Zhizhen devient le premier Chinois à remporter un titre ATP en double[réf. nécessaire].
À Doha, il fait face à Lorenzo Musetti, 26e mondial et tête de série no 7, à qui il inflige un score sévère (6-2, 6-0), puis il perd face à Gaël Monfils en trois sets. Éliminé de manière précoce au Masters 1000 de Madrid par Miomir Kecmanović (6-3, 6-2), il se rattrape au Masters 1000 de Rome où il passe le premier tour face à Daniel Elahi Galán (6-2, 7-5), puis plus facilement la tête de série no 19, Adrian Mannarino (6-1, 6-3) ; il enchaîne contre la tête de série no 12, Ben Shelton (6-2, 6-4) puis parvient en quarts en éliminant la surprise du tournoi, Thiago Monteiro (7-6, 6-3). Au tour suivant, il se retrouve face à Alejandro Tabilo, tombeur de Novak Djokovic durant ce tournoi, contre qui il perd en deux sets (3-6, 4-6). Il remonte alors à la 42e place mondiale.
Éliminé au troisième tour par Stéfanos Tsitsipás lors de Roland-Garros, il égalise son score de l'année précédente. En double, il s'associe une nouvelle fois à Tomáš Macháč. Le duo arrive jusqu'en quart de finale. Grâce à ce parcours, il entre dans le top 50 en double à la suite de ce tournoi. En simple il essuie un échec à Stuttgart en simple. Mais en double, il obtient un meilleur parcours. Avec Victor Vlad Cornea, il passe le premier tour mais échoue au tour suivant.
Au tournoi de Halle, il passe le premier tour face à Sebastian Ofner (7-6, 6-7, 6-4). Puis, il réalise l'exploit de sortir le numéro cinq mondial Daniil Medvedev (6-3, 2-6, 7-6). Il se retrouve donc en quart finale face à Christopher Eubanks. Il s'offre son billet pour les demi-finales en trois sets (6-4, 4-6, 7-5), pour affronter le premier mondial Jannik Sinner. Il perd en deux sets (6-4, 7-6).
Avec ce parcours, il est assuré d'entrer dans le top 40, 33e mondial lors de Wimbledon. Il devient le premier Chinois tête de série en Grand Chelem. Il y élimine le Français Maxime Janvier en trois sets malgré un set où ce dernier a montré une bonne résistance (7-6, 6-3, 6-2). Jan-Lennard Struff l'élimine au 2e tour.
Il se rend à Hambourg où il est 8e tête de série. Il passe le 1er tour face à Thiago Seyboth Wild (7-6, 6-0), puis Flavio Cobolli (6-1, 7-6). En quarts, il fait face à Alexander Zverev numéro 4 mondial, pour la première fois de sa carrière. Il perd en deux sets (6-4, 6-3), mais malgré cette défaite, il est assuré d'améliorer son classement.
Associé à Wang Xinyu, il arrive en finale des Jeux olympiques en double mixte. Ils éliminent la paire brésilienne Luisa Stefani - Thiago Seyboth Wild, puis la paire tête de série numéro 2, Ellen Perez - Matthew Ebden. Ils viennent ensuite à bout de la paire Demi Schuurs - Wesley Koolhof. En finale, ils se retrouvent face à Kateřina Siniaková associée à Tomáš Macháč. La paire chinoise est battue en finale en trois sets et remporte la médaille d'argent.
6e tête de série à Hangzhou, il effectue un très bon parcours. Il élimine Denis Yevseyev (6-2, 1-6, 6-4) puis Mattia Bellucci (6-3, 6-0). Il passe en demi-finale après avoir sorti Roberto Carballés Baena (6-3, 6-3). Il se retrouve face à la surprise du tournoi, son compatriote Bu Yunchaokete. Il s'agit de la première demi-finale ATP 100 % chinoise. Il vainc son compatriote (7-5, 6-4). Il rejoint donc Marin Čilić en finale et s'incline en deux tie-breaks (6-7, 6-7) contre le Croate qui devient le joueur le plus mal classé à remporter un titre ATP.

### 2025: début de saison compliqué
Il se rend fin décembre - début janvier à la United Cup. Il se retrouve confronté à Thiago Monteiro qu'il bat facilement (6-3 6-0). Puis, associé à Zhang Shuai la paire chinoise bat la paire brésilienne (Carolina Alves - Rafael Matos (6-4 7-5). Au tour suivant, il se retrouve face au 2e mondial Alexander Zverev, contre qui il perd malgré le gain du premier set.
Alors qu'il échoue au premier tour en simple. En double hommes (en compagnie de Tomáš Macháč) lors de l'Open d'Australie, il arrive en huitième de finale. En mixte, il s'associe à Kateřina Siniaková, sans succès puisque la paire est éliminée dès le premier tour.
C'est à Marseille qu'il arrive enfin a passer le premier tour en simple, face au local Quentin Halys non sans avoir souffert (6-3 6-7 7-6). Durant le match plus de 30 aces ont été réussis. Il élimine ensuite le 20e mondial, et tête de série numéro 4, Hubert Hurkacz (6-4 6-7 6-3), dans un match comptant 24 aces. Il se retrouve face à Zizou Bergs en quarts de finale. Il abandonne à ce stade.
Il ne s'aligne pas en double malgré le fait qu'il est tenant du titre. Il enchaine alors une série de défaites.

## Palmarès

### Finale en simple
| No | Date       | Nom et lieu du tournoi  | Catégorie | Dotation    | Surface    | Vainqueur   | Score      |          |
| -- | ---------- | ----------------------- | --------- | ----------- | ---------- | ----------- | ---------- | -------- |
| 1  | 18-09-2024 | Hangzhou Open, Hangzhou | ATP 250   | 1 000 630 $ | Dur (ext.) | Marin Čilić | 7-65, 7-65 | Parcours |

### Titre en double messieurs
| No | Date       | Nom et lieu du tournoi     | Catégorie | Dotation  | Surface    | Partenaire   | Finalistes                             | Score    |          |
| -- | ---------- | -------------------------- | --------- | --------- | ---------- | ------------ | -------------------------------------- | -------- | -------- |
| 1  | 05-02-2024 | Open 13 Provence Marseille | ATP 250   | 724 015 € | Dur (int.) | Tomáš Macháč | Patrik Niklas-Salminen Emil Ruusuvuori | 6-3, 6-4 | Parcours |

## Parcours dans les tournois duGrand Chelem

### En simple
| Année | Open d'Australie | Open d'Australie | Internationaux de France | Internationaux de France | Wimbledon       | Wimbledon            | US Open         | US Open          |
| ----- | ---------------- | ---------------- | ------------------------ | ------------------------ | --------------- | -------------------- | --------------- | ---------------- |
| 2021  | —                | —                | —                        | —                        | 1er tour (1/64) | Antoine Hoang        | —               | —                |
| 2022  | —                | —                | —                        | —                        | —               | —                    | 1er tour (1/64) | T. van Rijthoven |
| 2023  | 1er tour (1/64)  | Ben Shelton      | 3e tour (1/16)           | Casper Ruud              | 1er tour (1/64) | B. van de Zandschulp | 3e tour (1/16)  | Rinky Hijikata   |
| 2024  | 2e tour (1/32)   | Ugo Humbert      | 3e tour (1/16)           | Stéfanos Tsitsipás       | 2e tour (1/32)  | Jan-Lennard Struff   | 1er tour (1/64) | Jack Draper      |
| 2025  | 1er tour (1/64)  | Holger Rune      | —                        | —                        | —               | —                    |                 |                  |

N.B. : à droite du résultat se trouve le nom de l'ultime adversaire.

### En double messieurs
| Année | Open d'Australie                                                                  | Open d'Australie                                                                   | Internationaux de France                                                           | Internationaux de France | Wimbledon | Wimbledon                                                                              | US Open | US Open |
| ----- | --------------------------------------------------------------------------------- | ---------------------------------------------------------------------------------- | ---------------------------------------------------------------------------------- | ------------------------ | --------- | -------------------------------------------------------------------------------------- | ------- | ------- |
| 2023  | —                                                                                 | —                                                                                  | 1er tour (1/32) V. V. Cornea \|\| style="text-align:left;" \| K. Krawietz Tim Pütz | —                        | —         | 1er tour (1/32) D. E. Galán \|\| style="text-align:left;" \| M. Granollers H. Zeballos |         |         |
| 2024  | 1/2 finale T. Macháč \|\| style="text-align:left;" \| R. Bopanna M. Ebden         | 1/4 de finale T. Macháč \|\| style="text-align:left;" \| M. Granollers H. Zeballos | 2e tour (1/16) T. Macháč \|\| style="text-align:left;" \| M. González A. Molteni   | —                        | —         |                                                                                        |         |         |
| 2025  | 3e tour (1/8) T. Macháč \|\| style="text-align:left;" \| H. Nys É. Roger-Vasselin | —                                                                                  | —                                                                                  | —                        | —         |                                                                                        |         |         |

N.B. : le nom du partenaire se trouve sous le résultat ; les noms des ultimes adversaires se trouvent à droite.

### En double mixte
| Année | Open d'Australie                                                                     | Open d'Australie | Internationaux de France | Internationaux de France | Wimbledon | Wimbledon | US Open | US Open |
| ----- | ------------------------------------------------------------------------------------ | ---------------- | ------------------------ | ------------------------ | --------- | --------- | ------- | ------- |
| 2023  | 1er tour (1/16) Han Xinyun \|\| style="text-align:left;" \| L. Stefani R. Matos      | —                | —                        | —                        | —         | —         | —       |         |
|       |                                                                                      |                  |                          |                          |           |           |         |         |
| 2025  | 1er tour (1/16) K. Siniaková \|\| style="text-align:left;" \| A. Muhammad A. Molteni | —                | —                        | —                        | —         |           |         |         |

N.B. : le nom de la partenaire se trouve sous le résultat ; les noms des ultimes adversaires se trouvent à droite.

## Parcours dans lesMasters 1000
| Année | Indian Wells        | Miami            | Monte-Carlo        | Madrid                    | Rome                    | Canada                 | Cincinnati        | Shanghai                 | Paris                     |
| ----- | ------------------- | ---------------- | ------------------ | ------------------------- | ----------------------- | ---------------------- | ----------------- | ------------------------ | ------------------------- |
| 2019  | —                   | —                | —                  | —                         | —                       | —                      | —                 | 1er tour H. Hurkacz      | —                         |
|       |                     |                  |                    |                           |                         |                        |                   |                          |                           |
| 2023  | 1er tour A. Popyrin | —                | —                  | 1/4 de finale A. Karatsev | —                       | 1er tour T. Kokkinakis | —                 | 1/8 de finale H. Hurkacz | —                         |
| 2024  | 2e tour L. Nardi    | 1er tour M. Damm | 2e tour U. Humbert | 1er tour M. Kecmanović    | 1/4 de finale A. Tabilo | —                      | 2e tour A. Rublev | 1er tour Z. Bergs        | 1er tour T. M. Etcheverry |
| 2025  | 1er tour G. Diallo  | —                | —                  | —                         | —                       | —                      |                   |                          |                           |

N.B. : sous le résultat se trouve le nom de l’ultime adversaire.

## Parcours aux Jeux olympiques

### En double mixte
| # | Date       | Nom de l'olympiade         | Surface             | Résultat | Partenaire | Ultimes adversaires               | Score            |          |
| - | ---------- | -------------------------- | ------------------- | -------- | ---------- | --------------------------------- | ---------------- | -------- |
| 1 | 29/07/2024 | Olympic Tennis Event Paris | Terre battue (ext.) | Argent   | Wang Xinyu | Kateřina Siniaková · Tomáš Macháč | 6-2, 5-7, [10-8] | Parcours |

## Victoires sur le top 10
Toutes ses victoires sur des joueurs classés dans le top 10 de l'ATP lors de la rencontre.
| Légende      |
| Grand Chelem |
| Masters 1000 |
| ATP 500      |
| ATP 250      |

| # | Z.Z   | Tournoi | Année | Surface      | Adversaire      | Rang  | Tour | Score                   |
| - | ----- | ------- | ----- | ------------ | --------------- | ----- | ---- | ----------------------- |
| 1 | no 99 | Madrid  | 2023  | Terre battue | Taylor Fritz    | no 10 | 1/8  | 3-6, 7-65, 7-68         |
| 2 | no 67 | US Open | 2023  | Dur          | Casper Ruud     | no 5  | 1/32 | 6-4, 5-7, 6-2, 0-6, 6-2 |
| 3 | no 42 | Halle   | 2024  | Gazon        | Daniil Medvedev | no 5  | 1/8  | 6-3, 2-6, 7-65          |

## Classements ATP en fin de saison
| Année          | 2012 | 2013 | 2014 | 2015 | 2016 | 2017 | 2018 | 2019 | 2020 | 2021 | 2022 | 2023 | 2024 |
| Rang en simple | 1813 | 1358 | 1503 | 398  | 847  | 338  | 500  | 139  | 164  | 316  | 101  | 58   | 45   |
| Rang en double | –    | –    | 1028 | 704  | 473  | 267  | 565  | 600  | 729  | 571  | 496  | 623  | 51   |

Source : (en) Classements de Zhang Zhizhen sur le site officiel de la Fédération internationale de tennis